# Decarthria stephensii
Decarthria stephensii är en skalbaggsart som beskrevs av Hope 1834. Decarthria stephensii ingår i släktet Decarthria och familjen långhorningar.
Artens utbredningsområde är Guadeloupe. Inga underarter finns listade i Catalogue of Life.